# Francisco Moreno Barrón

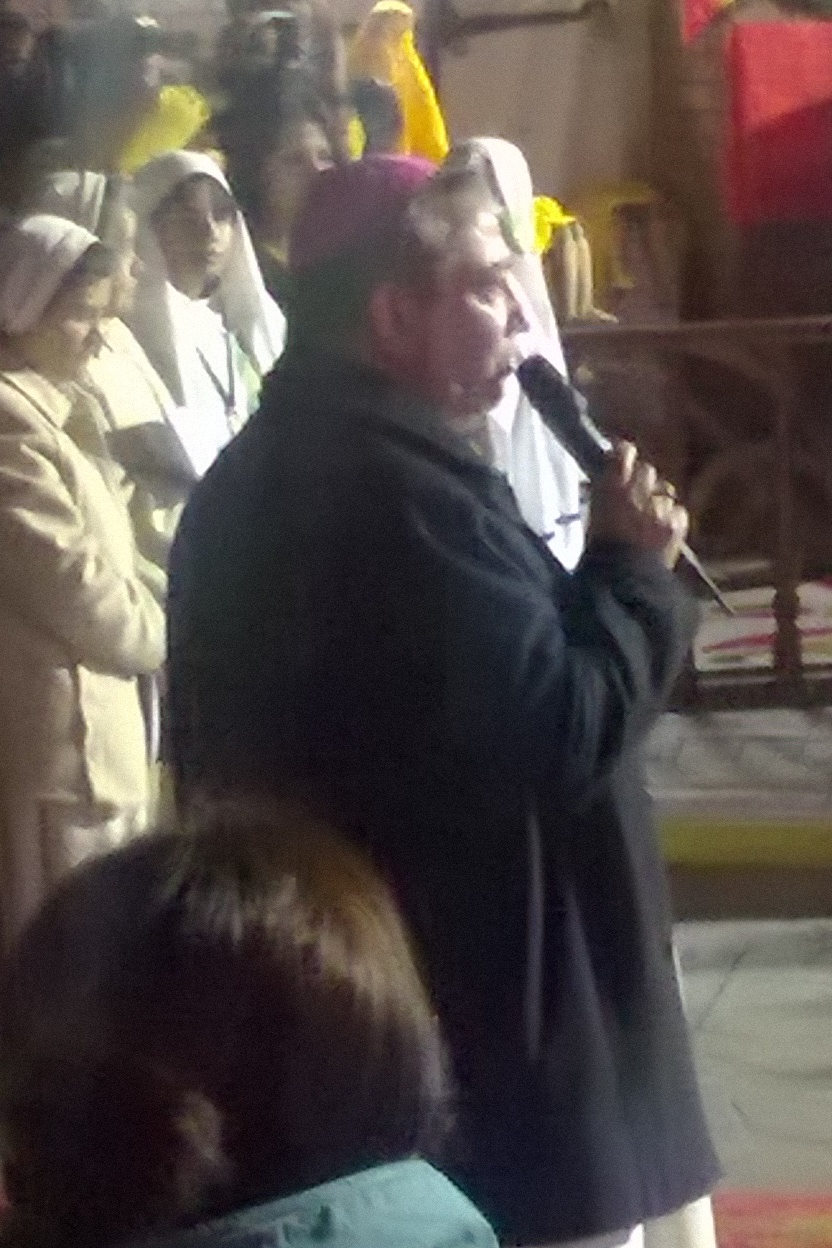
Francisco Moreno Barrón

Francisco Moreno Barrón (* 3. Oktober 1954 in Salamanca, Bundesstaat Guanajuato, Mexiko) ist ein mexikanischer Geistlicher und römisch-katholischer Erzbischof von Tijuana.

## Leben
Francisco Moreno Barrón empfing am 25. Februar 1979 das Sakrament der Priesterweihe für das Erzbistum Morelia. Nach einer fünfjährigen Tätigkeit als Gemeindepfarrer wurde er Exekutivsekretär der dortigen Kommission für Jugendpastoral.
Am 2. Februar 2002 ernannte ihn Papst Johannes Paul II. zum Titularbischof von Gaguari und zum Weihbischof in Morelia. Der Erzbischof von Morelia, Alberto Suárez Inda, spendete ihm am 20. März desselben Jahres die Bischofsweihe; Mitkonsekratoren waren der Apostolische Nuntius in Mexiko, Erzbischof Giuseppe Bertello, und der Bischof von Zamora, Carlos Suárez Cázares. In der mexikanischen Bischofskonferenz war Moreno von 2003 bis 2009 Präsident der bischöflichen Kommission für Familie, Jugend und Laien. Am 28. März 2008 ernannte ihn Papst Benedikt XVI. zum Bischof von Tlaxcala. Die Amtseinführung erfolgte am 28. Mai desselben Jahres.
Papst Franziskus ernannte ihn am 16. Juni 2016 zum Erzbischof von Tijuana. Die Amtseinführung fand am 11. August desselben Jahres statt.